# Garcinia malaccensis
Garcinia malaccensis är en tvåhjärtbladig växtart som beskrevs av Joseph Dalton Hooker och T. Anders.. Garcinia malaccensis ingår i släktet Garcinia och familjen Clusiaceae. Inga underarter finns listade i Catalogue of Life.